# 小森隼
小森 隼（こもり はやと、1995年6月13日 - ）は、日本のダンサー。GENERATIONS from EXILE TRIBEのメンバー。
三重県多気郡大台町出身。身長173cm。血液型A型。

## 略歴
母親とEXILEのライブを観に行ったことでダンスに興味を持ち、小学4年から新幹線でEXPG東京校に通う。大台町立三瀬谷小学校を卒業後、中学進学と同時に単身で上京した。
2011年7月、GENERATIONSの候補メンバーとして始動。2012年4月に正式メンバーとなる。
2014年3月、日出高等学校を卒業。
2023年8月、EXILE TRIBEのメンバーによるユニットEXILE B HAPPYとしても始動。

## 人物
- メンバーの白濱亜嵐は前述の中高一貫校の2学年先輩で、自身が中学生の頃からの仲である[9]。
- シカゴ・フットワークのチームCreation Globalに所属している[2][10]。
- 2014年、「EXILE PERFORMER BATTLE AUDITION」にシード枠で参加したが、最終審査で落選[11]。
- 2025年、コーヒーマイスターの資格を取得[12]。

## 出演

### テレビドラマ
- ナイトヒーロー NAOTO 第1話（2016年4月、テレビ東京） - エンディングダンス[13]
- モトカレマニア 最終話（2019年12月12日、フジテレビ） - 周防克也 役[14]
- 6 from HiGH&LOW THE WORST（2020年11月 - 12月、日本テレビ） - 尾々地正也 役[15]
- 波よ聞いてくれ 最終話（2023年6月9日、テレビ朝日） - ラジオネーム「転職活動連敗もうダメぽ」 役[16]

### 映画
- HiGH&LOW THE WORST（2019年10月4日） - 尾々地正也 役[17]

### 短編映画
- 昨日より赤く明日より青く-CINEMA FIGHTERS project-「水のない海」（2021年）[18]

### 舞台
- BOOK ACT「芸人交換日記」（2020年1月[19]・2月[20]・2021年1月）[21]
- 舞台「芸人交換日記」（2024年2月）[22]
- 朗読劇「私の頭の中の消しゴム 15th Letter」（2024年4月）[23]

### テレビ番組
- Eダンスアカデミー シーズン7（2019年6月 - 2020年3月、NHK Eテレ） - 臨時講師[24]
  - Eダンスアカデミー シーズン8 - 9（2020年4月 - 2022年3月） - 講師[25]
- ヒルナンデス!（2020年10月 - 2023年12月、日本テレビ） - 月曜レギュラー[26][27]
- Dreamer 乙（2021年10月 - 2022年9月、テレビ東京） - MC[28]
- サスティな!〜こんなとこにもSDGs〜（2023年1月7日 - 3月4日、フジテレビ）- スペシャルMC[29]
- ラヴィット!（2024年7月 - 9月、TBS） - 金曜「ラヴィット! ファミリー」[30]
- SEVEN COLORS -girls life memory-（2024年10月 - 12月、TBS）[31]
- ぐ〜たくさん（2024年10月 - 、中京テレビ） - ぐ〜たくファミリー[32]

### 配信番組
- 恋愛ドラマな恋がしたい 3 - （2019年5月 - 、AbemaTV） - MC[33]
  - 韓国ドラマな恋がしたい（2023年11月 - 12月、Netflix） - MC[34]

### ラジオ
- よんぱち 48hours（2018年4月 - 8月、TOKYO FM） - アシスタント[35]
- AWESOME RADIO SHOW（2018年8月 - 2019年3月、TOKYO FM） - パーソナリティ[36]
- 鈴木おさむと小森隼の相談フライデー（2019年4月 - 2020年3月、TOKYO FM） - パーソナリティ[36]
- GENERATIONS 小森隼のGood Laugh and Sleep（2019年10月 - 2021年3月、ニッポン放送） - パーソナリティ[37]
- SCHOOL OF LOCK!（2020年4月 - 2021年9月、TOKYO FM） - 教頭[38]
  - SCHOOL OF LOCK!（2021年10月 - ） - 校長[39]

### CM
- マクドナルド「ハッピーセット」（2007年）
- エースコック「スーパーカップ」（2007年）
- 東京西川「Afit」（2017年 - ）
- 洋服の青山（2018年）

### ミュージックビデオ
- 清木場俊介「人間じゃろうが!」（2006年）
- EXILE「Choo Choo TRAIN」（2008年）
- EXILE「銀河鉄道999」（2008年）
- Love「片思い」（2010年）

### 連載
- TOKYO HEADLINE WEBサイト「小森の小言」（2018年5月 - 2021年5月）[40]

### その他
- 西川「Home Makes」イメージキャラクター（2019年）[41]
- 教材『中学校の現代的なリズムのダンス授業 〜レクチャームービー〜』（2020年）[42]

## ライブ・イベント

### トークライブ
- 小森隼の小盛りのハナシ（2021年1月4日）[21]
- 小森隼の小盛りのハナシ（2022年1月7日）[43]
- 小森隼の小盛りのハナシ（2023年1月7日 - 1月8日）[44]
- 小森隼の小盛りのハナシ 2024（2024年6月12日 - 6月13日）[45]
- 小森隼の小盛りのハナシ 2025（2025年6月21日 - 6月29日）[46]

### 参加
- EXILE LIVE TOUR 2025 "WHAT IS EXILE"（2025年5月17日 - 5月18日）

## 書籍

### エッセイ
- 「大丈夫」を君に届けたい（2025年6月13日、KADOKAWA）[47]

## プロデュース
- コーヒーショップ「AMAZING COFFEE AICHI NAGOYA」（2024年）[48]